# Tadżykistan na Mistrzostwach Świata w Lekkoatletyce 2009
Tadżykistan na Mistrzostwach Świata w Lekkoatletyce 2009, reprezentowany był przez dwoje zawodników - 1 kobietę i 1 mężczyznę. Żaden z uczestników tych mistrzostw nie zdobył medalu.

## Występy reprezentantów Tadżykistanu

### Rzut młotem mężczyzn
- Dilszod Nazarow – 11. miejsce w finale konkursu (71,69 m)

### Rzut młotem kobiet
- Galina Mitjajewa – 39. miejsce w kwalifikacjach (56,31 m → nie awansowała dalej)